# Gmina Union (hrabstwo Cass, Iowa)

Położenie Gminy Union w hrabstwie Cass

Gmina Union (ang. Union Township) – gmina w USA, w stanie Iowa, w hrabstwie Cass. Według danych z 2000 roku gmina miała 495 mieszkańców.